# Phiala sabalina
Phiala sabalina är en fjärilsart som beskrevs av Hans Rebel 1914. Phiala sabalina ingår i släktet Phiala och familjen Eupterotidae. Inga underarter finns listade i Catalogue of Life.